# Prime-Boost
Prime-Boost (engl. für ‚vorbereiten-verstärken‘) bezeichnet in der Immunologie eine Verwendung unterschiedlicher viraler Vektoren bei Wiederholungsanwendungen.

## Eigenschaften
Die Erstanwendung eines viralen Vektors wird als prime bezeichnet, während die Folgeanwendung als boost bezeichnet wird. Ein Prime-Boost-Schema wird oftmals bei Impfungen mit viralen Vektoren verwendet, bei denen Wiederholungsimpfungen notwendig sind. Bei den zur Impfung verwendeten viralen Vektoren tritt einige Tage nach der ersten Anwendung oftmals eine Vektorimmunität auf, bei der Antikörper gegen Proteine des Vektorvirus gebildet werden, die bei einer späteren erneuten Anwendung zu einem vorzeitigen Abbau des viralen Vektors führen, bevor eine Wirkung entfaltet werden kann. Daher werden im Zuge des Impfstoffdesigns Prime-Boost-Ansätze mit unterschiedlichen viralen Vektoren untersucht.